# Mansión de Rikava
La Mansión de Rikava es una casa señorial en la parroquia de Rikava, municipio de Rēzekne en la región histórica de Latgale, en Letonia. El complejo incluye un castillo, parque y otras tres edificaciones.

## Historia
La finca de Rikava era propiedad de la familia noble de Janovski. En la segunda mitad del siglo XVIII Mihals von Rick compró la finca. La mansión de ladrillo rojo en estilo neogótico fue construida entre 1870 y 1875. Después de la reforma agraria letona de la década de 1920 la mansión pasó a propiedad del estado y desde 1926 a albergado la Escuela Elemental de Rikava, que todavía opera en la actualidad. Los bellos interiores del edificio y las escaleras de madera están bien conservados.